# Imre Lakatos
Imre Lakatos (UK: /ˈlækətɒs/, US: /-toʊs/; tiếng Hungary: Lakatos Imre [ˈlɒkɒtoʃ ˈimrɛ]; 9 tháng 11 năm 1922 - 2 tháng 2 năm 1974) là một triết gia toán học và khoa học người Hungary, được biết đến với luận điểm về tính sai lầm của toán học và 'phương pháp chứng minh và bác bỏ' trong các giai đoạn phát triển trước tiên đề của nó, và cũng để giới thiệu khái niệm về ' chương trình nghiên cứu ' trong phương pháp luận của ông về các chương trình nghiên cứu khoa học.

## Tiểu sử
Lakatos có tên khai sinh là Imre (Avrum) Lipsitz trong một gia đình Do Thái ở Debrecen, Hungary năm 1922. Ông nhận bằng về toán học, vật lý và triết học từ Đại học Debrecen năm 1944. Vào tháng 3 năm 1944, người Đức đã xâm chiếm Hungary và Lakatos cùng với Éva Révész, bạn gái sau đó của ông và người vợ sau đó, đã thành lập ngay sau sự kiện đó một nhóm kháng chiến Marxist. Vào tháng 5 năm đó, nhóm có Éva Izsák, một nhà hoạt động chống phát xít Do Thái 19 tuổi, tham gia. Lakatos, cho rằng có nguy cơ cô sẽ bị bắt và buộc phải phản bội cả nhóm, và quyết định rằng nhiệm vụ của cô đối với nhóm là phải tự sát. Sau đó, một thành viên của nhóm đã đưa Izsák đến Debrecen và cho cô uống xyanua.
Trong thời gian chiếm đóng, Lakatos đã tránh được cuộc đàn áp người Do Thái của Đức quốc xã bằng cách đổi họ của mình thành Molnár. Mẹ và bà của ông đã chết ở Auschwitz. Anh ta đã đổi họ của mình một lần nữa thành Lakatos (Thợ khóa) để vinh danh Géza Lakatos.
Sau chiến tranh, từ năm 1947, ông làm việc với tư cách là một quan chức cấp cao trong Bộ giáo dục Hungary. Ông cũng tiếp tục việc học của mình với bằng tiến sĩ tại Đại học Debrecen được trao vào năm 1948, và cũng tham dự các hội thảo riêng vào chiều thứ tư hàng tuần của Gyorgy Lukács. Ông cũng học tại Đại học quốc gia Moscow dưới sự giám sát của Sofya Yanovskaya vào năm 1949. Tuy nhiên, khi trở về, Lakatos thấy mình đứng về phía thua cuộc trong các cuộc tranh luận nội bộ trong đảng cộng sản Hungary và bị cầm tù với tội danh xét lại từ năm 1950 đến 1953. Nhiều hoạt động của Lakatos ở Hungary sau Thế chiến II gần đây đã được biết đến. Trên thực tế, Lakatos là một người theo chủ nghĩa Stalin cứng rắn và, mặc dù tuổi còn trẻ, có một vai trò quan trọng trong khoảng thời gian từ năm 1945 đến năm 1950 (bị bắt và bỏ tù) trong việc xây dựng sự cai trị của Cộng sản, đặc biệt là trong đời sống văn hóa và giới hàn lâm ở Hungary.
Sau khi được thả ra, Lakatos trở lại cuộc sống học thuật, thực hiện nghiên cứu toán học và dịch cuốn Giải một bài toán như thế nào của George Pólya sang tiếng Hungary. Vẫn là một người cộng sản, quan điểm chính trị của ông đã thay đổi rõ rệt và ông đã tham gia với ít nhất một nhóm sinh viên bất đồng chính kiến trong Cách mạng Hungary năm 1956.
Sau khi Liên Xô xâm chiếm Hungary vào tháng 11 năm 1956, Lakatos trốn sang Vienna, và sau đó đến Anh. Ông nhận bằng tiến sĩ triết học năm 1961 từ Đại học Cambridge; luận án tiến sĩ của ông được mang tên Tiểu luận về logic khám phá toán học và cố vấn tiến sĩ của ông là R. B. Braithwaite. Cuốn sách Chứng minh và bác bỏ: Logic của khám phá toán học, được xuất bản sau khi ông qua đời, dựa trên tác phẩm này.
Năm 1960, ông được bổ nhiệm vào một vị trí trong Trường Kinh tế Luân Đôn, nơi ông viết về triết học toán học và triết học khoa học. Triết lý LSE của khoa khoa học lúc bấy giờ bao gồm Karl Popper, Joseph Agassi và J. O. Wisdom. Agassi là người đầu tiên giới thiệu Lakatos cho Popper khi ông đăng ký một phương pháp fallibilist của việc phỏng đoán và những sự bác bỏ đến toán học trong luận án tiến sĩ của ông tại Cambridge.
Với đồng biên tập Alan Musgrave, ông đã biên tập Criticism and the Growth of Knowledge, Kỷ yếu của hội thảo quốc tế trong triết học khoa học, London, năm 1965. Được xuất bản vào năm 1970, Hội thảo năm 1965 này bao gồm diễn giả nổi tiếng với các nghiên cứu và luận án nhằm đáp trả tác phẩm của Thomas Kuhn The Structure of Scientific Revolutions.
Lakatos đã hai lần bị từ chối được làm công dân của Anh.
Ông ở lại Trường Kinh tế Luân Đôn cho đến khi qua đời đột ngột vào năm 1974 vì một cơn đau tim  ở tuổi 51. Giải thưởng Lakatos được trường tạo ra để vinh danh ông.